# Dmitrij Savéljev
Dmitrij Savéljev, född 22 februari 1979, är en rysk bandyspelare.

## Klubbar
- 1997/1998 - HK Vodnik
- 1998/1999 - HK Vodnik
- 1999/2000 - HK Vodnik, Sever
- 2000/2001 - HK Vodnik
- 2001/2002 - HK Vodnik
- 2002/2003 - HK Vodnik
- 2003/2004 - HK Vodnik
- 2004/2005 - HK Vodnik
- 2005/2006 - Dynamo Moskva
- 2006/2007 - Dynamo Moskva
- 2017 - HK Volga